# Robert L. Fish
Pour les articles homonymes, voir Fish.
Œuvres principales
- Le Leurre (1962)
- Un silence de mort (1965)

Robert Lloyd Fish, né le 21 août 1912 à Cleveland, dans l'Ohio, et mort le 23 février 1981 à Trumbull, dans le Connecticut, est un écrivain et scénariste américain, auteur de roman policier.

## Biographie
Après des études dans une école de haute technologie de Cleveland, complétées en 1933, Robert L. Fish accomplit son service militaire dans la Garde nationale des États-Unis. il est ensuite à l'emploi de plusieurs entreprises comme cadre technique et spécialiste des matières plastiques.  À ce titre, il voyage pour le compte, entre autres employeurs, de Firestone en Angleterre, en Corée, à Taïwan et surtout dans plusieurs pays d'Amérique du Sud, notamment au Brésil, où il séjourne pendant une dizaine d'années.
À 48 ans, il amorce une tardive carrière littéraire en écrivant des parodies de Sherlock Holmes pour le Ellery Queen's Mystery Magazine.  Dans cette série d'une douzaine de nouvelles, le héros de Conan Doyle, rebaptisé Schlock Homes, et assisté du docteur Watney, habite le 221B Bagel Street. En 1962, Fish publie son premier roman, Le Leurre, récompensé par l'Edgar du meilleur premier roman, où apparaît le capitaine de la police de Rio de Janeiro Jose Da Silva. Ce grand policier, viril et musclé, revient dans une dizaine d'enquêtes où Robert L. Fish met à contribution sa parfaite connaissance de la société brésilienne, tout comme de Rio et de ses environs.
Pour plusieurs nouvelles et quatre romans, Fish crée également Kek Huuygens, un contrebandier sympathique et sans prétention.
En 1963, Robert L. Fish complète Le Bureau des assassinats, roman inachevé de Jack London, porté à l'écran par Basil Dearden en 1969 sous le titre Assassinats en tous genres, avec Oliver Reed, Diana Rigg, Telly Savalas et Philippe Noiret.
Sous le pseudonyme de Robert L. Pike, il publie sept romans : quatre d'entre eux ont pour héros le lieutenant James Reardon de la police de San Francisco ; trois, le lieutenant Clancy du 52e district de New York.  La première enquête de ce dernier, Silence de mort, a donné lieu en 1963 au film Bullitt réalisé par Peter Yates, avec Steve McQueen, Jacqueline Bisset et Robert Vaughn.
Président du Mystery Writers of America en 1978, Fish rédige la même année une biographie du footballeur brésilien Pelé, en collaboration avec ce dernier.  Enfin, sous le pseudonyme de Lawrence Roberts, il fait paraître trois romans littéraires.
Il meurt en 1984.

## Œuvre

### Romans

#### SérieJose Da Silva
- The Fugitive (1962) Publié en français sous le titre Le Leurre, Paris, Gallimard, coll. « Série noire » no 826, 1963
- Isle of the Snakes (1963) Publié en français sous le titre Cobra-Cabana, Paris, Gallimard, coll. « Série noire » no 856, 1964
- The Shrunken Head (1963) Publié en français sous le titre La Petite Tête, Paris, Gallimard, coll. « Série noire » no 926, 1965
- Brazilian Sleigh Ride (1965)
- The Diamond Bubble (1965) Publié en français sous le titre L'Homme aux cheveux blancs, Paris, Librairie des Champs-Élysées, coll. « Le Masque » no 1148, 1970
- Always Kill a Stranger (1967)
- The Bridge Than Went Nowhere (1968)
- The Xavier Affair (1969)
- The Green Hell Treasure (1971) Publié en français sous le titre Carnaval aux Caraïbes, Paris, Librairie des Champs-Élysées, coll. « Le Masque » no 1239, 1972 ; réédition, Paris, Librairie des Champs-Élysées, coll. « Club des Masques » no 412, 1980
- Trouble in Paradise (1975)
- The Action of the Tiger (1968)

#### SérieKek Huuygens
- The Hochmann Miniatures (1967) Publié en français sous le titre Passe-Partout, Paris, Presses de la Cité, coll. « Un mystère », 2e série no 84, 1968
- Whirligig (1970)
- The Tricks of the Trade (1972)
- The Wager (1974) Publié en français sous le titre Le Pari, Paris, Librairie des Champs-Élysées, coll. « Le Masque » no 1477, 1977
- Kek Huuygmens, Smuggler (1976)

#### Autres romans
- The Assassination Bureau Ltd. (1963), version complétée du roman inachevé de Jack London. Publié en français sous le titre Le Bureau des assassinats, Paris, Stock, 1964, réimpression 2006 ; réédition, Paris, 10/18 no 891, 1974 ; « in » Jack London : Du Possible à l'impossible, Paris, Robert Laffont, coll. « Bouquins », 2010
- The Murder League (1968)
- Rub-a-Dub-Dub (1971)
- Weekend '33 (1972), en collaboration avec Bob Thomas
- A Handy Death (1973), en collaboration avec Henry Rothblatt Publié en français sous le titre Une mort providentielle, Paris, Librairie des Champs-Élysées, coll. « Le Masque » no 1491, 1977 ; réédition, Paris, Librairie des Champs-Élysées, coll. « Club des Masques » no 518, 1984
- Pursuit (1978)
- A Gross Carriage of Justice (1979)
- The Gold of Troy (1980)
- Rough Diamond (1981)

#### Romans signés Robert L. Pike

##### SérieLieutenant Clancy
- Mute Witness (1963) Publié en français sous le titre Silence de mort, Paris, Gallimard, coll. « Série noire » no 950, 1965
- The Quarry (1964) Publié en français sous le titre La Proie, Paris, Gallimard, coll. « Série noire » no 934, 1965
- Police Blotter (1965) Publié en français sous le titre Registre d'écrou, Paris, Gallimard, coll. « Série noire » no 1033, 1966

##### SérieLieutenant James Reardon
- Reardon (1970) Publié en français sous le titre Tout le monde au bain, Paris, Gallimard, coll. « Série noire » no 1400, 1971 ; réédition, Paris, Gallimard, coll. « Folio policier » no 146, 2000
- The Gremlin's Grampa (1972) Publié en français sous le titre La mesure est comble, Paris, Gallimard, coll. « Série noire » no 1552, 1973
- Bank Job (1974) Publié en français sous le titre Hold-up de luxe, Paris, Librairie des Champs-Élysées, coll. « Le Masque » no 1402, 1975
- Deadline 2 A.M. (1976)

#### Romans signés Lawrence Roberts
- The Break In (1974)
- Big Wheels (1977)
- Alley Fever (1979)

### Recueils de nouvelles de la sérieSchlock Homes
- The Incredible Schlock Homes (1966)
- The Return of Schlock Homes (1974)

### Nouvelles

#### SérieSchlock Homes
- The Adventure of the Ascot Tie (1960)
- The Adventure of the Printer's Inc. (1960)
- The Adventure of the Aadam Bomb (1960)
- The Adventure of the Spectacled Band (1960) Publié en français sous le titre L'Aventure des bandits binoclards, Paris, Opta, L'Anthologie du mystère no 12, 1969
- The Adventure of the Stockbroker's Clerk (1961)
- The Adventure of the Missing Cheyne-Stroke (1961)
- The Adventure of the Artist’s Mottle (1961)
- The Adventure of the Double-Bogey Man (1962)
- The Adventure of the Missing Prince (1962)
- The Adventure of the Counterfeit Sovereign (1963), aussi titré The Counterfeit Sovereign
- The Adventure of the Snared Drummer (1963)
- The Adventure of the Final Problem (1964)
- The Return of Schlock Homes (1964)
- The Adventure of the Big Plunger (1965)
- The Adventure of the Widow’s Weeds (1966)
- The Adventure of the Perforated Ulster (1967)
- The Adventure of the Missing Three-Quarters (1967) Publié en français sous le titre L'Aventure des trois-quarts oubliés, « in » Mystères 88, Paris, LGF, Le Livre de poche no 6502, 1988
- The Adventure of the Disappearance of Whistler’s Mother (1968)
- The Adventure of the Dog in the Knight (1970)
- The Adventure of the Briary School (1973)
- The Adventure of the Hansom Ransom (1973)
- The Adventure of the Great Train Robbery (1974)
- The Adventure of Black, Peter (1974)
- The Adventure of the Odd Lotteries (1975) Publié en français sous le titre L'Énigme de Lotteries l'Anormal, « in » Sherlock Holmes Memorial, Paris, Clancier-Guénaud, 1982
- The Adventure of the Elite Type (1977)
- The Adventure of the Animal Fare (1977)
- The Adventure of the Common Code (1979)
- The Adventure of the Patient Resident (1980)
- The Adventure of the Belles Letters (1980)
- The Adventure of the Short Fuse (1980)
- The Adventure of the Ukrainian Foundling Orphans (1981) Publié en français sous le titre L'Aventure des UFO, « in » Le Musée de l'Holmes, Paris, NéO, coll. « Le Miroir obscur » no 142, 1987  (ISBN 2-7304-0462-7)
- The Adventure of the Pie-Eyed Piper (1981)

#### SérieKek Huuygens
- The Wager (1974) Publié en français sous le titre Plan de vol, « in » Histoires préférées du Maître ès crimes, Paris, Presses Pocket no 1819, 1981

#### Autres nouvelles
- Do-it-yourself (1958)
- Personal Appearance (1960)
- Knight of the Road (1963)
- No Counting Bridges (1963) Publié en français sous le titre Le Grand Parking, Paris, Fiction no 155, 1967
- Lady in the Soup (1964)
- Bed Time Story (1965) Publié en français sous le titre Une histoire à dormir debout, Paris, Opta, Le Saint détective magazine no 124, juin 1965
- The Contagious Killer (1965)
- Spy Story (1967)
- Double Entry (1969)
- In a Country Churchyard (1970) Publié en français sous le titre Dans un petit cimetière de campagne, Paris, Opta, Mystère magazine no 278, avril 1971
- Instead of the Wall (1971) Publié en français sous le titre À la place du mur, Paris, Opta, Mystère magazine no 290, avril 1972
- Moonlight Gardiner (1971) Publié en français sous le titre Le Jardinier du clair de lune, « in » Histoires fascinantes (A Choice of Evil), Paris, Presses Pocket no 2366, 1986 ; réédition « in » Encore 109 histoires extraordinaires, Omnibus, 1994
- Don't Worry, Johnny ! (1972) Publié en français sous le titre Ne t'inquiète pas, Johnny !, Paris, Opta, Mystère magazine no 308, octobre 1973
- Hijack (1972) Publié en français sous le titre Plan de vol, « in » Histoires à lire toutes portes closes, Paris, Presses Pocket no 1815, 1980
- In the Bag (1973)
- Muldoon and the Number Games (1974) Publié en français sous le titre Sept, quatre, zéro, « in » Histoires épouvantables (Stories That Go Bump in the Night), Paris, Presses Pocket no 1724, 1979
- No Rough Stuff (1973)
- The Patsy (1976)
- One of the Oldest Con Games (1977)
- Stranger in Town (1977)
- The Art of Deduction (1979)
- Punishment to Fit the Crime (1980)
- The Booby Trap (1980)

### Biographie
- Pele: My Life and a Wonderful Game (1978), en collaboration avec Pelé

## Prix et distinctions
- Edgar du meilleur premier roman 1962 pour Le Leurre
- Edgar de la meilleure nouvelle 1971 pour Le Jardinier du clair de lune
- Edgar du meilleur scénario pour Bullitt

## Filmographie

### En tant que scénariste
- 1976 : Diary of the Dead (en), film américain réalisé par Arvin Brown, adaptation de Robert L. Fish du le roman One Across, Two Down de Ruth Rendell, avec Hector Elizondo

### Adaptations
- 1968 : Bullitt, film américain réalisé par Peter Yates, d'après le roman Silence de mort (Mute Witness), avec Steve McQueen, Jacqueline Bisset et Robert Vaughn
- 1969 : Assassinats en tous genres (The Assassination Bureau), film britannique réalisé par Basil Dearden, d'après le roman Le Bureau des assassinats (The Assassination Bureau Ltd.), avec Oliver Reed, Diana Rigg et Telly Savalas
- 1972 : Missão: Matar, film brésilien réalisé par Alberto Pieralisi, d'après le roman Always Kill a Stranger, avec Tarcísio Meira dans le rôle de José da Silva

## Sources
- Claude Mesplède (dir.), Dictionnaire des littératures policières, vol. 1 : A - I, Nantes, Joseph K, coll. « Temps noir », 2007, 1054 p. (ISBN 978-2-910686-44-4, OCLC 315873251), p. 748-750.
- Claude Mesplède, Les années "Série noire" : bibliographie critique d'une collection policière, vol. 1 : 1945-1959, Amiens, Editions Encrage, coll. « Travaux » (no 13), 1992 (ISBN 978-2-906389-34-2).
- Claude Mesplède, Les années "Série noire" : bibliographie critique d'une collection policière, vol. 2 : 1959-1966, Amiens, Editions Encrage, coll. « Travaux » (no 17), 1993, 4 p. (ISBN 978-2-906389-43-4).
- Claude Mesplède et Jean-Jacques Schleret, SN, voyage au bout de la Noire : inventaire de 732 auteurs et de leurs œuvres publiés en séries Noire et Blème : suivi d'une filmographie complète, Paris, Futuropolis, 1982, 476 p. (OCLC 11972030), p. 135-136.
- Jacques Baudou et Jean-Jacques Schleret, Le Vrai Visage du Masque, vol. 1, Paris, Futuropolis, 1984, 476 p. (OCLC 311506692), p. 196-197.